# Batalha de Kircholm
A Batalha de Kircholm (em letão:  Salaspilio mūšis) (27 de setembro de 1605, ou 17 de setembro no calendário do Velho Estilo, então em uso nos países protestantes) foi uma das principais batalhas da Guerra Polaco-Lituana-Sueca (1600-1611). A batalha foi decidida em 20 minutos pelo ataque devastador da cavalaria polonesa-lituana, os Hussardos Alados.

## Antecedentes
Em 27 de setembro de 1605, as forças da Comunidade e da Suécia se reuniram perto da pequena cidade de Kircholm (hoje Salaspils na Letônia, aproximadamente 18 km a sudeste de Riga). As forças de Carlos IX da Suécia eram numericamente superiores e eram compostas por 10.868 homens  O exército sueco incluía dois comandantes ocidentais, Frederico de Lüneburg e o Conde Joachim Frederico de Mansfeld,